# 24673 Ohsugitadao
24673 Ohsugitadao è un asteroide della fascia principale. Scoperto nel 1989, presenta un'orbita caratterizzata da un semiasse maggiore pari a 2,241822 UA e da un'eccentricità di 0,090282, inclinata di 6,392841° rispetto all'eclittica. Ha un diametro di 3,876 km.